# Цона Артиђанале-Индустријале Вал д'Аса (Виченца)
Цона Артиђанале-Индустријале Вал д'Аса је насеље у Италији у округу Виченца, региону Венето.
Према процени из 2011. у насељу је живело 57 становника. Насеље се налази на надморској висини од 210 м.